# Helena Rönnberg
Helena Rönnberg, är en svensk chefredaktör. Sedan april 2020 är hon chefredaktör för den svenska tidskriften Handelsnytt.
Rönnberg började sin journalistkarriär på Kamratposten. Mellan 2001 och 2010 var hon chefredaktör för Vi Föräldrar och mellan 2010 och 2020 för Icakuriren.